# Castelfranco di Sopra
Castelfranco di Sopra település Olaszországban, Toszkána régióban, Arezzo megyében.  Castelfranco di Sopra Castel San Niccolò, Figline Valdarno, Loro Ciuffenna, Pian di Scò, Reggello, San Giovanni Valdarno és Terranuova Bracciolini községekkel határos.

## Népesség
A település lakossága az elmúlt években az alábbi módon változott: